# Il mondo che vorrei (Laura Pausini)
Il mondo che vorrei è un brano musicale della cantante italiana Laura Pausini scritta a favore dell'Unicef. È presente nell'album Le cose che vivi del 1996
A dicembre 2003 viene utilizzata come singolo benefico per la Fondazione Francesca Rava - N.P.H.- Italia Onlus.

## Il brano
La musica è composta da Eric Buffat e Gianni Salvatori; il testo è scritto da Laura Pausini; l'adattamento spagnolo è di Badia.
La canzone viene tradotta in lingua spagnola con il titolo El mundo que soñé e inserita nell'album Las cosas que vives.
A dicembre 2003 Laura Pausini dona i diritti della canzone Il mondo che vorrei alla Fondazione Francesca Rava - N.P.H.- Italia Onlus che si occupa di aiuto all'infanzia in condizioni di disagio in Italia e nel mondo. Il brano viene usato come colonna sonora dello spot pubblicitario in onda a giugno 2004 sulle reti Mediaset ed inserito in un CD-ROM contenente foto scattate da Enrico Scaglia ai bimbi della Repubblica Dominicana.
Il ricavato di questo CD, per il quale è richiesta un'offerta minima di 5 euro, viene devoluto alla costruzione di una casa accoglienza NPH per bambini orfani e abbandonati nello stesso paese.
Il brano viene trasmesso in radio per promuovere e far conoscere l'iniziativa benefica; non viene realizzato il videoclip.

## Tracce
CDS - Italia
1. Il mondo che vorrei

Download digitale
1. Il mondo che vorrei

## Pubblicazioni
Il mondo che vorrei viene inserita in versione Live nel DVD Live 2001-2002 World Tour del 2002 (video) e nell'album Live in Paris 05 del 2005 (Medley video).
Il mondo che vorrei  viene inoltre inserita in versione Live nella compilation della manifestazione Pavarotti & Friends Pavarotti & Friends S.O.S. Iraq del 2004.

## Interpretazioni dal vivo
Laura Pausini esegue il brano Il mondo che vorrei in numerose manifestazioni: al Pavarotti & Friends 2003, al Live 8 2005 al Circo Massimo di Roma, e nel 2008 al Parco di Sant Cloud un concerto omaggio a Luciano Pavarotti e al  Salute Petra, un memorial e concerto di beneficenza per ricordare Luciano Pavarotti.

## Colonna sonora
Dal 2010 al 2013 il brano Il mondo che vorrei veniva utilizzato come colonna sonora del programma televisivo Io canto condotto da Gerry Scotti, in onda su Canale 5. All'inizio di ogni puntata i giovani ragazzi partecipanti al programma eseguivano la canzone reinterpretandola. Il brano veniva inoltre utilizzato come stacchetto pubblicitario del programma. Al programma erano presenti i coristi della stessa Pausini.